# Susie Cusack
Susie Cusack (* 1971 in Evanston, Illinois) ist eine US-amerikanische Schauspielerin.

## Leben
Die Schwester von Bill Cusack, Ann Cusack, Joan Cusack und John Cusack ist eine Tochter des Schauspielers Dick Cusack und einer Lehrerin. Sie sang zeitweise in einer Rockband. Als Schauspielerin debütierte sie in der Rolle der Anwältin von Bernard Laplante (Dustin Hoffman) in der Komödie Ein ganz normaler Held aus dem Jahr 1992. In diesem Film spielte ihre Schwester Joan Cusack eine der größeren Rollen.
Die Rolle im Film Short Cuts (1993) von Robert Altman brachte Cusack – gemeinsam mit einigen anderen Darstellern – im Jahr 1993 den Coppa Volpi und im Jahr 1994 den Golden Globe Award. In der Independent-Komödie Not Again! (1996) spielte sie eine der größeren Rollen. In der Komödie High Fidelity (2000) von Stephen Frears trat sie an der Seite ihrer Geschwister John und Joan Cusack sowie Catherine Zeta-Jones auf. Im Jahr 2000 erhielt sie gemeinsam mit ihrem Vater und ihren Geschwistern den Commitment to Chicago Award der Chicago Film Critics Association. Im Filmdrama The Company – Das Ensemble (2003) von Robert Altman war sie in einer größeren Rolle an der Seite von Neve Campbell und Malcolm McDowell zu sehen.

## Filmografie (Auswahl)
- 1992: Ein ganz normaler Held (Accidental Hero)
- 1993: Short Cuts
- 1996: Not Again!
- 2000: High Fidelity
- 2003: The Company – Das Ensemble (The Company)
- 2004: Liebe auf Umwegen
- 2009: Beim Leben meiner Schwester (My Sister’s Keeper)